# Piero Drisaldi
Pietro Giuseppe Drisaldi, detto Piero (Galliate, 28 settembre 1904 – Novara, 29 maggio 1985), è stato un hockeista su pista italiano.

## Biografia
Piero Drisaldi, di ruolo difensore ma anche abile attaccante, fu uno dei 15 fondatori dell'Hockey Novara e partecipò a tutti i primi successi pionieristici del club, formando assieme ai vari Grassi, Ciocala, Zavattaro, Cestagalli, Concia, Gallina il primo squadrone che vinse sei scudetti negli anni trenta. Inoltre vestì la maglia della Nazionale italiana durante i Campionati europei di Montreux nel 1931. Dopo aver smesso l'attività agonistica rimase nel club novarese in veste di dirigente e anche di tecnico-allenatore.

## Palmarès

### Club

#### Competizioni nazionali[3]
- Campionato italiano: 6 titoli

Hockey Novara: 1930 - 1931 - 1932 - 1933 - 1934 - 1936

### Libri
- Gianfranco Capra, Quaderni novaresi. Lino Grassi la storia dell'hockey, Novara, Zen iniziative, 2008.
- Gianfranco Capra Mario Scendrate, Hockey su pista in Italia e nel mondo, Novara, S.E.N., 1984.
- Fernando Castro, Campeonatos do mundo de hóquei em patins: contributos para a sua história, Despertar Memórias, agosto 2011, ISBN 978-989-20-2611-4.

### Pubblicazioni
- Gianfranco Capra Mario Scendrate, Hockey Novara. Tutti i nazionali, in Enciclopedia dello sport di Novara e VCO, supplemento al periodico "Tribuna Sportiva", 25 ottobre 1993, n. 66, Novara, 1993.